# Nosotros los monos
 Nosotros los monos  es una película filmada en colores en Argentina dirigida por Edmund Valladares según su propio guion que se estrenó el 28 de octubre de 1971 y que tuvo como protagonistas a Lautaro Murúa, Luis Medina Castro y Horacio Accavallo. Colaboraron en la investigación para el filme Alicia Scaglione y en la fotografía documental Aldo Sessa, Miguel Monte y Carlos Batalla.
El filme fue enviado al Festival Internacional de Cine de Berlín por el Instituto Nacional de Cine y Artes Audiovisuales, concurrió como invitado especial al IX Festival Internacional de Cine de Panamá, fue exhibido y premiado en la XVII Semana Internacional del Cine de Valladolid, España, participó como invitado especial por la crítica en el Festival de Cartagena, Colombia y fue invitado a la muestra de Karlovy Vari, a las primeras jornadas de cine cultural de cronistas cinematográficos y a las Primeras Jornadas Argentinas de Psiquiatría y Cine.
Fueron filmadas escenas de exteriores en Santiago del Estero y La Pampa e incluye fragmentos de peleas extraídos de noticieros.

## Sinopsis
El filme toma la vida del boxeador pampeano Mario Paladino, que falleció en el ring, para mostrar el mundo del boxeo como salida laboral para los hombres del interior del país y realizar un enérgico alegato sobre la degradación humana y contra la violencia. 

## Premios
Obtuvo los premios siguientes:
- Primer Premio "Carabela de Oro" en la XVII Semana Internacional del Cine de Valladolid, España.
- Primer Premio de cine joven en San Francisco, Estados Unidos.
- Primer Premio a la mejor dirección en el Festival de  Cine Nacional otorgado por la Asociación de Cronistas Cinematográficos de la Argentina.
- Primer premio Mejor film otorgado por la misma institución en 1972.

## Reparto
Intervinieron en el filme los siguientes intérpretes:
- Lautaro Murúa
- Luis Medina Castro …Voz en off
- Horacio Accavallo

## Comentarios
Agustín Mahieu dijo en La Opinión:

”Minucioso documento sobre una de las formas de degradación humana…impresiona por su fuerza demostrativa. Y en su notable montaje –donde desmonta en forma alucinante el engranaje de la lucha- halla sus mejores momentos.”

Por su parte, Manrupe y Portela escriben:

”Un testimonio de la degradación humana, realizada con fuerza dramática.”